# Publius Aelius Paetus (consul en -201)
Pour les articles homonymes, voir Publius Aelius Paetus (consul en -337) et Aelius Paetus.
Publius Aelius Paetus, né vers 240 av. J.-C. et décédé en 174 av. J.-C, est un homme politique romain des IIIe et IIe siècles av. J.-C. 

## Biographie
Il est le frère de Sextus Aelius Paetus Catus (consul en -198) et le  père de Quintus Aelius Paetus, lui aussi consul à son tour.
En -204, Aelius Paetus est édile plébéien, et en -203,  préteur urbain. En 202 av. J.-C., en l'absence à Rome d'un consul ayant le pouvoir d'organiser les élections, Caius Servilius Geminus est désigné dictateur et prend Aelius Paetus comme maître de cavalerie. L'année suivante en -201, Aelius Paetus est élu consul. Il est l'un des dix decemviri chargés d'organiser la distribution des terres publiques aux vétérans de Scipion l'Africain, dans la région du Samnium et en Apulie. Son consulat voit la conclusion du traité entre Rome et Carthage, mettant fin à la deuxième guerre punique,.
En 199 av. J.-C. il est censeur avec Scipion l'Africain et, au dire de Tite-Live, exerce cette charge en parfaite entente avec son collègue.
Selon Tite-Live il meurt à Rome de la peste en 174 av. J.-C..